# Fontoria de Cepeda
Fontoria de Cepeda es una pedanía del municipio de Villamejil, en la provincia de León, comunidad autónoma de Castilla y León, España.

## Localización y accesos
Ubicado en el kilómetro 7,5 de la carretera de Astorga, de ella parte otra pequeña carretera hacia Otero de Escarpizo.

## Contexto geográfico
Fontoria está situada en una zona amena y agradable, con una vegetación abundante, por su abundancia de agua y humedad. Se extiende por la ladera este del valle del Tuerto, que atraviesa la localidad por la zona noroccidental de la misma, siendo atravesado por un puente. Junto a éste, hay una área de descanso.

## Patrimonio
En Fontoria se encuentra la iglesia del lugar, de líneas arcaicas y una construcción de románico rural, con diversas modificaciones de diversos siglos.
Este templo, de reducidas dimensiones, es de los más bonitos y evocadores de la comarca, no solo por su aspecto arcaico y pequeño, ubicado en una atalaya natural, sino porque en su interior tiene una hermosa mezcolanza de estilos con un gran sabor popular.
Tiene una iglesia románica en lo alto de una colina.

## Fiestas
Sus fiestas son el 14 de septiembre, y el 26 de junio, San Pelayo.